# A Menina sem Qualidades
A Menina Sem Qualidades é uma minissérie brasileira produzida e transmitida pela MTV Brasil, conta com a coprodução dos Estúdios Quanta em parceria com a Quanta Post. A série estreou em 27 de maio de 2013 e é uma adaptação do romance alemão Spieltrieb, de Juli Zeh. A minissérie é recomendada para maiores de 16 anos (contém cenas de nudez) e descreve em 12 episódios a relação de Ana (Bianca Comparato), Alex (Rodrigo Pandolfo) e Tristán (Javier Drolas).

## Trama
Ana (Bianca Comparato) é uma jovem de dezesseis anos filha de pais separados que foi expulsa do último colégio por agredir um aluno. Muito inteligente, ela costuma entrar em conflito com seus professores. Seu comportamento a transforma em uma solitária até que ela conhece Alex (Rodrigo Pandolfo), um rapaz manipulador de dezoito anos, filho de pai libanês e mãe brasileira. O passatempo de Alex é o de testar os limites das regras sociais, questionando seus valores e suas fraquezas.
Juntos, eles decidem pregar uma peça em Tristán (Javier Drolas), professor de literatura e espanhol. Ele é um argentino que foi preso político durante a ditadura militar de seu país. Agora casado com Bianca (Inês Efron), uma mulher depressiva que já tentou o suicídio, ele passa por uma crise em seu casamento. Ana seduz Tristán, encontro que é filmado por Alex. Mais tarde, os dois ameaçam divulgar o vídeo na internet caso Tristán não concorde em continuar com o relacionamento. Assim, outros encontros ocorrem nas dependências do colégio.

## Elenco
- Ana - Bianca Comparato
- Alex - Rodrigo Pandolfo
- Tristán - Javier Drolas
- Bianca - Inês Efron
- Hofmann - Eduardo Oliveira
- Luna - Luna Martinelli
- Olavo - Rodrigo Pavon
- Pai de Alex - Wagner Moura
- Rodrigo - José Sampaio
- Selma - Gabriela Poester
- General - Ivo Müller
- Sofia - Mariana Nunes
- Valter - João Bourbonnais
- Daniel - Marcos Felipe
- Professor Henrique - Henrique Schafer